# Broby Overdrev
Broby Overdrev er en landsby i Sydvestsjælland med 219 indbyggere  (2024). Broby Overdrev er beliggende to kilometer øst for Frederiksberg, fem kilometer syd for Sorø og 16 kilometer øst for Slagelse. Byen tilhører Sorø Kommune og er beliggende i Vester Broby Sogn.